# Ambroise-Polycarpe de La Rochefoucauld
Pour les articles homonymes, voir La Rochefoucauld.
Ambroise-Polycarpe de La Rochefoucauld (Paris, 2 avril 1765 – Montmirail, 2 juin 1841), 1er duc de Doudeauville, est un militaire et homme politique français des XVIIIe et XIXe siècles.

## Biographie
Ambroise-Polycarpe de La Rochefoucauld est le petit-fils d'Alexandre-Nicolas de La Rochefoucauld (1709-1760), marquis de Surgères, « dont Voltaire a cité le nom avec éloges » et le fils du vicomte Jean-François de La Rochefoucauld (1735-1789), maréchal de camp, et d'Anne-Sabine-Rosalie de Chauvelin, troisième fille de Germain-Louis Chauvelin (1685-1762), marquis de Grosbois, garde des sceaux de France.
Devenu grand d'Espagne par diplôme de création en 1780, il est connu depuis cette époque, sous le titre de duc de Doudeauville.
À quatorze ans, il épouse Bénigne-Augustine Le Tellier de Louvois, une descendante de Louvois, Bénigne Le Tellier, petite-fille de François-César Le Tellier (la grandesse d'Espagne et le titre de duc de Doudeauville venaient de ce dernier, et à travers lui, de Victor-Marie d'Estrées). Entré, deux ans après, au service comme sous-lieutenant de dragons, il appartient aux armées du roi jusqu'en 1792. À cette époque, il est major en second de cavalerie.
Officier supérieur, gouverneur et grand-bailli d'épée de la ville de Chartres à l'époque de la Révolution française, c'est en sa qualité de grand-bailli qu'il préside, en 1789, l'assemblée de ce bailliage lors de l'élection des députés aux états généraux.
Il émigre et se livre à une suite de voyages d'études dans divers pays de l'Europe. Rentré en France sous le Consulat (1800), il se tient à l'écart de la politique, et, malgré les avances de Napoléon Ier, n'accepte de lui que les fonctions de membre du conseil général de la Marne.
Lors du rétablissement du trône des Bourbon, le duc de Doudeauville est nommé par le comte d'Artois, lieutenant-général du royaume, commissaire extraordinaire du roi dans la 2e division militaire (Mézières), le 22 avril 1814. Louis XVIII le nomme, le 4 juin suivant, à la Chambre des pairs, avec institution de pairie au titre ducal dont il est revêtu comme grand d'Espagne, et, le 13 août de la même année, il est créé chevalier de l'ordre royal et militaire de Saint-Louis. Ambroise-Polycarpe de La Rochefoucauld y siège parmi les plus ardents royalistes, vote pour la mort dans le procès du maréchal Ney, et s'attache particulièrement à combattre la liberté de la presse, « où il voit une source de ruine pour le pays ».
Lors du retour de l'île d'Elbe, en mars 1815, le duc de Doudeauville signe l'adresse que les fondateurs de l'Association paternelle des chevaliers de Saint-Louis envoient au roi. Dès que le roi est de retour dans sa capitale, il nomme Doudeauville président du collège électoral du département de la Marne, il préside ce collège sans interruption, pour toutes les sessions, ainsi que le conseil général du même département. Il est aussi nommé, par le roi, président du conseil supérieur de l'École polytechnique.

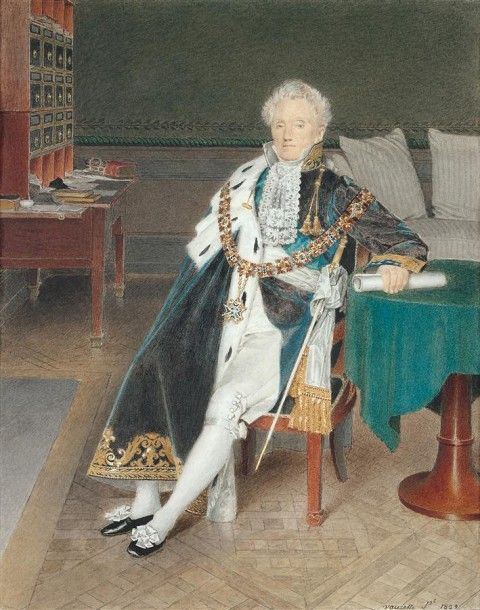
Ambroise-Polycarpe de La Rochefoucauld, aquarelle de Jean-Lubin Vauzelle, 1829

Nommé, le 26 décembre 1821, directeur général des Postes, il acquiert la réputation d'un administrateur habile et introduit dans son service des améliorations notables.
Il devient successivement ministre d'État, membre du conseil privé le 9 janvier 1822, officier de la Légion d'honneur le 17 août suivant, « chevalier commandeur » des ordres du roi, le 5 février 1824 et enfin, le 4 août de la même année, Charles X le nomme ministre de la Maison du roi en remplacement du maréchal de Lauriston : il conserve ce ministère jusqu'au 2 mai 1827. Un des principaux actes de son passage aux affaires est l'acquisition, pour le domaine royal, de la terre de Grignon et l'établissement sur cette terre de l'Institution royale agronomique de Grignon, connue aujourd'hui sous le nom d'École d'agriculture de Grignon.
« Il blâma, dit-on, l'attitude du pouvoir aux obsèques de son cousin François Alexandre Frédéric de La Rochefoucauld-Liancourt », combattit également, en 1827, le licenciement de la garde nationale, et, lorsque cette mesure eut été adoptée, donna sa démission de ministre (4 janvier 1828) pour se livrer tout entier à la direction d'établissements de bienfaisance.
Très attaché à la branche aînée des Bourbon, il vit avec tristesse la révolution de Juillet 1830. Après avoir pris la parole à la Chambre des pairs, contre les propositions qui tendent au bannissement perpétuel des princes qu'il a servi, il informe le président (9 janvier 1831) qu'il ne souhaite plus siéger, et son nom est, à partir de cette date, rayé de la liste des pairs de France.
Le duc de Doudeauville, « imitant les actes de bienfaisance et de libéralité qui depuis des siècles ont été, pour ainsi dire, l'apanage de toutes les générations de sa famille », a fondé, à Montmirail, un hospice auquel il a depuis accordé différentes sommes pour contribuer à son entretien.

## Récapitulatifs

### Titres
- 1er duc de Doudeauville et grand d'Espagne de la 1re classe (1780) ;
- 7e marquis de Surgères (1789) ;
- Pair de France :
  - 4 juin 1814 - mars 1815, août 1815 - juillet 1830,
  - Duc et pair (31 août 1817, lettres patentes du 20 décembre 1817, sans majorat)[5].

### Décorations
| Chevalier du Saint-Esprit | Officier de la Légion d'Honneur | Chevalier de Saint-Louis |

- Chevalier du Saint-Esprit (10e promotion, 5 février 1824) ;
- Officier de la Légion d'honneur (17 août 1822) ;
- Chevalier de Saint-Louis (13 août 1814).

### Armoiries
Burelé d'argent et d'azur, à trois chevrons de gueules brochant, celui du chef écimé.

## Ascendance et postérité
Fils de Jean-François de La Rochefoucauld (1735-1789), marquis de Surgères, comte de Morville, de Turny, seigneur d'Armenonville, maréchal de camp, et d'Anne-Rosalie Chauvelin, le duc de Doudeauville avait pour frères et sœurs :
- Anne Alexandrine Rosalie (13 août 1753 - exécutée à Paris le 18 ventôse an II : 8 mars 1794, guillotinée), mariée avec Armand Alexandre Roger de La Rochefoucauld (1748-1774), comte de Durtal, sans postérité ;
- Louis Charles (1754-1757) ;
- Alexandrine Espérance Aglaé (1759-1760) ;
- Alexandre Louis Eugène (1760-1764) ;
- Anne Dominique (1761-1764).

Il épousa, par contrat du 8 avril 1779, Bénigne-Augustine Le Tellier de Louvois, dame de Montmirail, fille aînée et principale héritière de Charles-François-César Le Tellier de Louvois (1734-1765), membre honoraire de l'Académie des sciences, etc., et de Charlotte-Bénigne Le Ragois de Bretonvilliers (1741-1824). De ce mariage sont issus :
- Françoise Charlotte Ernestine (20 décembre 1781 - Paris, 15 novembre 1802), mariée, en mai 1798, avec Pierre Jean Julie Chapt, marquis de Rastignac (1769-1833), capitaine de dragons, pair de France, dont :
  - Ernestine Gabrielle Sabine Zénaïde Chapt de Rastignac (1798-1875), mariée, le 18 juin 1817, avec François XIV, duc de La Rochefoucauld (1794-1874), dont postérité :
    - Ducs de La Rochefoucauld ;
      - Ducs de La Roche-Guyon ;
- Louis François Sosthène Ier de La Rochefoucauld (Paris, 19 février 1785 - Armanvilliers, 5 octobre 1864), 2e duc de Doudeauville, marié, le 4 février 1807 à Paris, avec Elisabeth de Montmorency-Laval (1790-1834), dont :
  - Postérité.

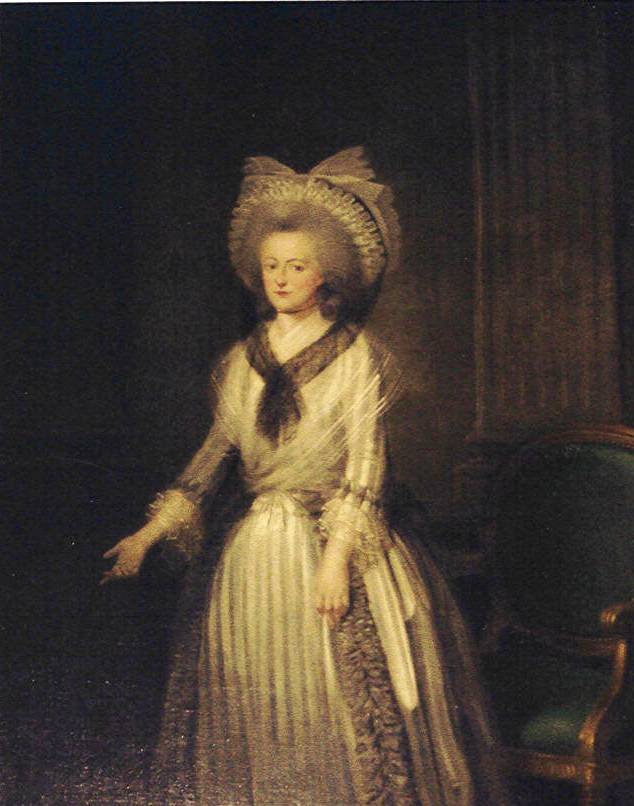
Anne-Rosalie Chauvelin, mère du duc.
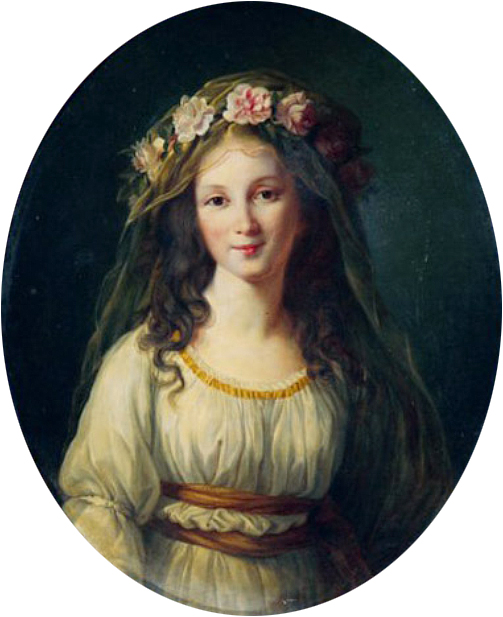
Bénigne Le Tellier (1764-1849), son épouse, fondatrice d'une école à Montmirail.
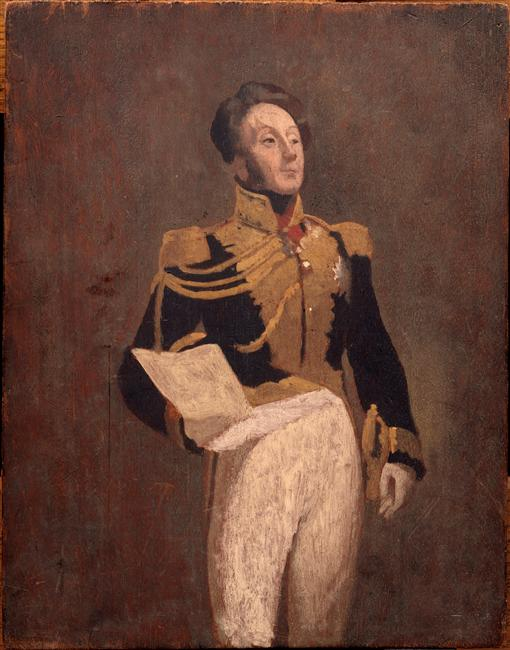
Sosthène Ier (1785-1864), son fils.